# 1305
| 1305               |
| ------------------ |
| Dødsfald - Fødsler |
|                    |

| Gregoriansk kalender | 1305 MCCCV              |
| Ab urbe condita      | 2058                    |
| Armensk kalender     | 754 ԹՎ ՉԾԴ              |
| Kinesiske kalender   | 4001 – 4002 甲辰 – 乙巳 |
| Etiopisk kalender    | 1297 – 1298             |
| Jødisk kalender      | 5065 – 5066             |
| Hindukalendere       |                         |
| - Vikram Samvat      | 1360 – 1361             |
| - Shaka Samvat       | 1227 – 1228             |
| - Kali Yuga          | 4406 – 4407             |
| Iransk kalender      | 683 – 684               |
| Islamisk kalender    | 704 – 705               |

Konge i Danmark: Erik 6. Menved 1286-1319

## Begivenheder
- 5. august - den skotske helt og frihedskæmper William Wallace, som slog Edvard I i slaget ved Stirling Bridge, tages til fange af englænderne og henrettes som forræder

## Dødsfald
- 23. august - William Wallace, skotsk frihedshelt (født ca. 1271)